# Покр-Веди
Покр-Веди (арм. Փոքր Վեդի) — село в Араратской области Армении. Основано в 1831 году.

## География
Село расположено в юго-западной части марза, при автодороге , на расстоянии 7 километров к юго-востоку от города Арташат, административного центра области. Абсолютная высота — 825 метров над уровнем моря.
Климат
Климат характеризуется как семиаридный (BSk в классификации климатов Кёппена). Среднегодовая температура воздуха составляет 12,7 °C. Средняя температура самого холодного месяца (января) составляет −2,7 °С, самого жаркого месяца (июля) — 26,5 °С. Расчётная многолетняя норма атмосферных осадков — 264 мм. Наибольшее количество осадков выпадает в мае (45 мм).

## Население
По данным «Сборника сведений о Кавказе» за 1880 год, в селе Веди-суфли (Кичик-Веди) Эриванского уезда по сведениям 1873 года было 94 двора и проживало 639 азербайджанцев (указаны как «татары»), которые были шиитами.
По данным Кавказского календаря на 1912 год, в селе Кичик-Веди Эриванского уезда проживало 961 человек, в основном азербайджанцев, указанных как «татары».
| Год переписи | Население          | Население          | Население          | Население            | Население            | Население            |
| Год переписи | Наличное население | Наличное население | Наличное население | Постоянное население | Постоянное население | Постоянное население |
| Год переписи | Всего              | Мужчины            | Женщины            | Всего                | Мужчины              | Женщины              |
| ------------ | ------------------ | ------------------ | ------------------ | -------------------- | -------------------- | -------------------- |
| 2001         | 2931               | 1458               | 1473               | 3091                 | 1558                 | 1533                 |
| 2011         | 2703               | 1370               | 1333               | 2772                 | 1414                 | 1358                 |